# Curtis McMullen
Curtis McMullen (ur. 21 maja 1958 w Berkeley) – amerykański matematyk, laureat Medalu Fieldsa z 1998 roku.

## Życiorys
Studiował matematykę w Williams College i w 1985 roku uzyskał doktorat na Uniwersytecie w Harvardzie. Wykładał na MIT, Uniwersytecie w Princeton i Uniwersytecie Kalifornijskim w Berkeley.
W 1990 wygłosił wykład sekcyjny na Międzynarodowym Kongresie Matematyków.
W 1998 roku został uhonorowany Medalem Fieldsa.